# ژان آلن فانکون
ژان آلن فانکون (انگلیسی: Jean-Alain Fanchone؛ زادهٔ ۲ سپتامبر ۱۹۸۸) بازیکن فوتبال اهل فرانسه است.
از باشگاه‌هایی که در آن بازی کرده‌است می‌توان به باشگاه فوتبال اودینزه، باشگاه فوتبال پترولول پلویشت، باشگاه فوتبال استاد برستوا ۲۹، باشگاه فوتبال استراسبورگ، باشگاه فوتبال نیم المپیک، و باشگاه فوتبال واتفورد اشاره کرد.
وی همچنین در تیم‌های ملی فوتبال زیر ۱۸ سال فرانسه و زیر ۱۹ سال فرانسه بازی کرده‌است.